# George Legge, I barone Dartmouth
George Legge, primo barone Dartmouth (1647 – Londra, 25 ottobre 1691), è stato un ammiraglio inglese.

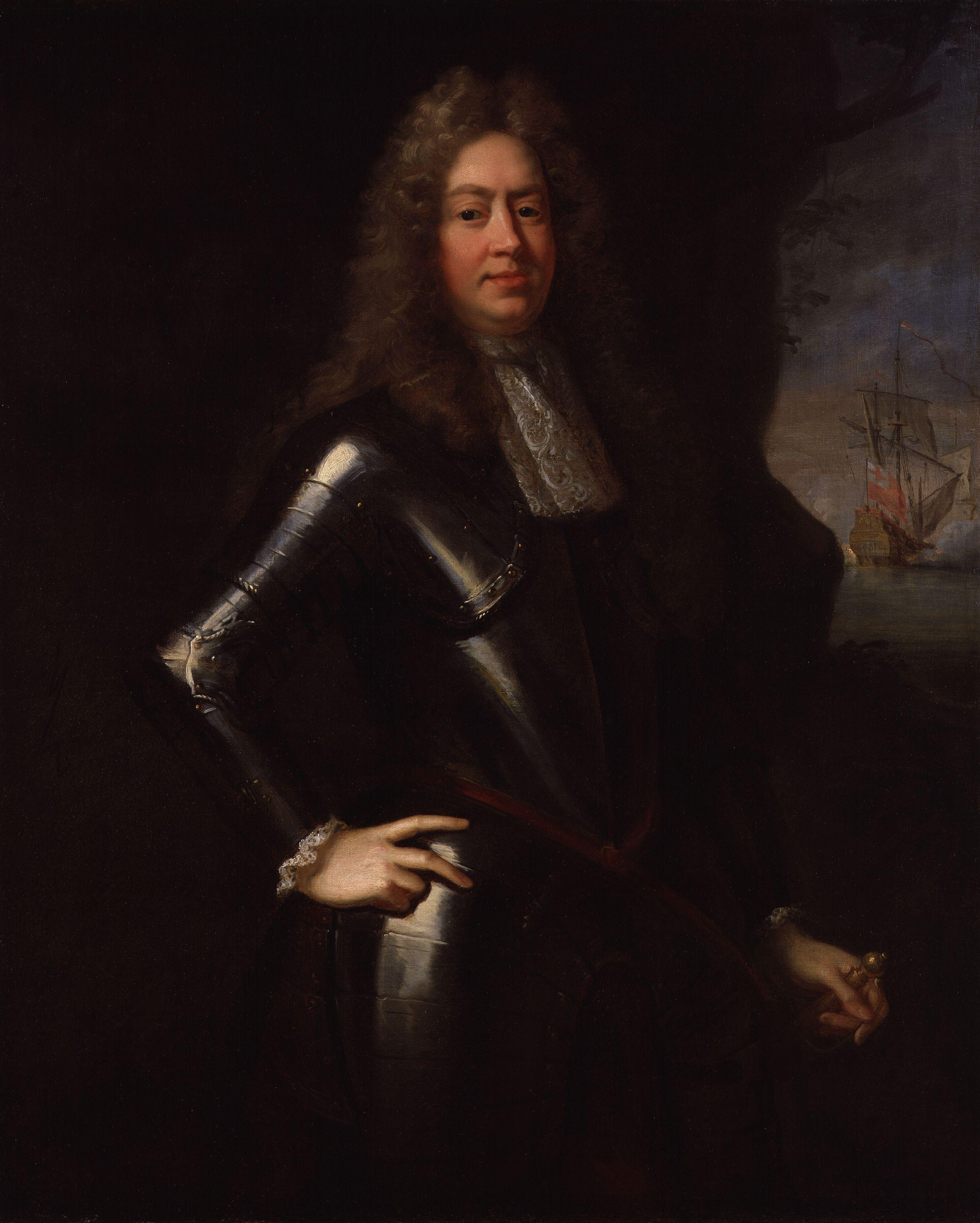
George Legge, Lord Dartmouth.

Si distinse al servizio dei re d'Inghilterra Carlo II e Giacomo II Stuart.

## Biografia

### Carriera navale
La carriera di Legge iniziò durante la seconda guerra anglo-olandese tra il 1665 ed il 1667, quando serviva sotto suo cugino, l'ammiraglio Sir Edward Spragge. Al termine della guerra, Legge fu premiato con l'assegnazione del comando della nave Pembroke. Nel marzo 1672 gli venne affidato il comando della nave Fairfax e fu tra i protagonisti dello scoppio della terza guerra anglo-olandese, al largo dell'Isola di Whigt. Nel giugno dello stesso anno prese parte alla battaglia di Sole Bay, che si risolse con esito incerto, ma favorevole più ai Paesi Bassi che all'Inghilterra. L'anno seguente, al comando della Royal Katherine si batté nella battaglia di Schooneveld, durante la quale a comandare la flotta inglese era il principe Rupert del Reno, nipote del re Carlo I. Questa battaglia anvale, divisa in due fasi, fu vinta dalla flotta della Repubblica delle Sette Province Unite.
Dal 1683 Legge venne nominato dal re Admiral of the Fleet, massimo grado della marina inglese. Con questa carica partì alla volta di Tangeri, dove era stato incaricato di smantellare la base militare inglese che vi sorgeva. Giacomo II gli affidò inoltre la difesa delle coste inglesi; l'ammiraglio non riuscì tuttavia ad intervenire per bloccare le navi olandesi che trasportavano le truppe di Guglielmo d'Orange. Le navi inglesi, bloccate nei porti a causa del vento contrario e delle cattive condizioni del mare, non riuscirono a muoversi, e le navi olandesi riuscirono a far sbarcare le truppe di Guglielmo, che diedero inizio alla Gloriosa Rivoluzione.

### Cariche e titoli
Legge venne numerose volte investito di ruoli importanti da parte di Casa Stuart.
- Lieutenant Governor of Portsmouth, 1670
- Lieutenant-General of the Ordnance, 1672
- Governor of Portsmouth, 1673
- Master-General of the Ordnance, 1682
- Master of the King's Horse, 1685
- Constable of the Tower, 1685

Inoltre Legge divenne pari del regno ricevendo il titolo di Barone Dartmouth. È il capostipite di una famiglia inglese ancora operativa in campo politico, e che conserva il titolo di pari del regno. Già il figlio di George, William, divenne nel 1711 conte di Dartmouth.

### La fine
Con la deposizione di Giacomo II e l'ascesa al trono di Guglielmo III, Legge venne arrestato e chiuso nella Torre di Londra. Qui morì nel 1691, lasciando il titolo al figlio William.

## Ascendenza
|                                  |                     |                   | Genitori                             |  |  | Nonni |  |  | Bisnonni      |  |  | Trisnonni    |  |
|                                  |                     |                   |                                      |  |  |       |  |  | William Legge |  |  | Thomas Legge |  |
|                                  |                     |                   |                                      |  |  |       |  |  | William Legge |  |  | Thomas Legge |  |
|                                  |                     | Margaret Blount   |                                      |  |  |       |  |  | William Legge |  |  |              |  |
| Edward Legge                     |                     |                   |                                      |  |  |       |  |  | William Legge |  |  |              |  |
|                                  |                     | Anne Bermingham   | John Bermingham, VIII barone Athenry |  |  |       |  |  |               |  |  |              |  |
|                                  |                     | Anne Bermingham   | John Bermingham, VIII barone Athenry |  |  |       |  |  |               |  |  |              |  |
|                                  |                     | Anne Bermingham   | …                                    |  |  |       |  |  |               |  |  |              |  |
| William Legge                    |                     | Anne Bermingham   |                                      |  |  |       |  |  |               |  |  |              |  |
|                                  |                     | Percy Walsh       | …                                    |  |  |       |  |  |               |  |  |              |  |
|                                  |                     | Percy Walsh       | …                                    |  |  |       |  |  |               |  |  |              |  |
|                                  |                     | Percy Walsh       | …                                    |  |  |       |  |  |               |  |  |              |  |
| Mary Walsh                       |                     | Percy Walsh       |                                      |  |  |       |  |  |               |  |  |              |  |
|                                  |                     | …                 | …                                    |  |  |       |  |  |               |  |  |              |  |
|                                  |                     | …                 | …                                    |  |  |       |  |  |               |  |  |              |  |
|                                  |                     | …                 | …                                    |  |  |       |  |  |               |  |  |              |  |
| George Legge, I barone Dartmouth |                     | …                 |                                      |  |  |       |  |  |               |  |  |              |  |
|                                  | Lawrence Washington | Robert Washington |                                      |  |  |       |  |  |               |  |  |              |  |
|                                  | Lawrence Washington | Robert Washington |                                      |  |  |       |  |  |               |  |  |              |  |
|                                  | Lawrence Washington | Elizabeth Lyte    |                                      |  |  |       |  |  |               |  |  |              |  |
| William Washington               | Lawrence Washington |                   |                                      |  |  |       |  |  |               |  |  |              |  |
|                                  |                     | Margaret Butler   | William Butler                       |  |  |       |  |  |               |  |  |              |  |
|                                  |                     | Margaret Butler   | William Butler                       |  |  |       |  |  |               |  |  |              |  |
|                                  |                     | Margaret Butler   | Margaret Greeke                      |  |  |       |  |  |               |  |  |              |  |
| Elizabeth Washington             |                     | Margaret Butler   |                                      |  |  |       |  |  |               |  |  |              |  |
|                                  |                     | George Villiers   | William Villiers                     |  |  |       |  |  |               |  |  |              |  |
|                                  |                     | George Villiers   | William Villiers                     |  |  |       |  |  |               |  |  |              |  |
|                                  |                     | George Villiers   | Coletta Clarke                       |  |  |       |  |  |               |  |  |              |  |
| Anne Villiers                    |                     | George Villiers   |                                      |  |  |       |  |  |               |  |  |              |  |
|                                  |                     | Audrey Saunders   | William Saunders                     |  |  |       |  |  |               |  |  |              |  |
|                                  |                     | Audrey Saunders   | William Saunders                     |  |  |       |  |  |               |  |  |              |  |
|                                  |                     | Audrey Saunders   | Frances Zouche                       |  |  |       |  |  |               |  |  |              |  |
|                                  |                     | Audrey Saunders   |                                      |  |  |       |  |  |               |  |  |              |  |